# Patrice Chéreau
Patrice Chéreau (Lézigné, 2 novembre 1944 – Parigi, 7 ottobre 2013) è stato un regista, sceneggiatore e attore francese, sia di cinema sia di teatro.

## Biografia
Cresciuto a Parigi, si cimentò nella regia teatrale già a scuola, il liceo Louis-le-Grand, spinto verso l'attività artistica dai genitori, entrambi pittori. Regista appena ventenne, affinò la sua esperienza teatrale con la direzione del Théâtre de Sartrouville a Sartrouville, di cui prese le redini nel 1966. Dopo altre esperienze sui palcoscenici dell'Île-de-France si trasferì in Italia, dove svolse attività di apprendistato come regista teatrale con Giorgio Strehler presso il Piccolo Teatro di Milano.
Negli anni settanta si cimentò nella regia televisiva operistica, per poi dirigere film cinematografici di successo come La Regina Margot (1994), candidato al Festival di Cannes per la Palma d'oro e premiato con il premio della giuria, Ceux qui m'aiment prendront le train (1998), che gli valse il Premio César per la migliore sceneggiatura, Intimacy - Nell'intimità (2001), Orso d'oro al Festival di Berlino, e Gabrielle (2005).
Nel 1976, su richiesta di Pierre Boulez e sotto la sua direzione musicale, mise in scena al Festival di Bayreuth, “santuario” della musica di Richard Wagner (nel palazzo costruito secondo le sue disposizioni nel 1876), le quattro opere che costituiscono la Tetralogia del compositore tedesco. Questa regia, rivoluzionaria per l’epoca, traspose il mito nordico dei Nibelunghi nel XIX secolo industriale e capitalista, contemporaneo di Wagner.
Il 20 agosto 1977, durante una rappresentazione di Siegfried, seconda giornata de L’Anello Del Nibelungo, René Kollo, che interpretava il ruolo del titolo e si era precedentemente slogato una caviglia durante una battuta di pesca, venne rimpiazzato da Chéreau. In assenza di una controfigura, quest’ultimo mimò il ruolo sulla scena, mentre il tenore interpretava la parte cantata dietro le quinte. L’annuncio di questa sostituzione raccolse in parte applausi, ma allo stesso tempo provocò fischi e disapprovazione, gli uni e gli altri ripresi alla fine del primo atto e quando i due Siegfried uscirono per i saluti di fine spettacolo, ciò nonostante seguirono 35 minuti di applausi.
Nell'aprile 2008 fu insignito, a Salonicco, del XII Premio Europa per il Teatro. Prima del suo decesso, avvenuto nel 2013, all'età di 68 anni, per cancro polmonare, stava lavorando all'adattamento a film di un romanzo di Laurent Mauvignier, Des hommes.

## Filmografia

### Regista e sceneggiatore
- Un'orchidea rosso sangue (La Chair de l'orchidée) (1975)
- Judith Therpauve (1978)
- L'uomo ferito (L'Homme blessé) (1983)
- Hôtel de France (1987)
- Contre l'oubli (film collettivo) (1991)
- La regina Margot (La Reine Margot) (1994)
- Ceux qui m'aiment prendront le train (1998)
- Intimacy - Nell'intimità (Intimacy) (2001)
- Son frère (2003)
- Gabrielle (2005)
- Persécution (2009)

### Attore
- Danton, regia di Andrzej Wajda (1983)
- Adieu Bonaparte, regia di Yusuf Shahin (1985)
- L'ultimo dei Mohicani (The Last of the Mohicans), regia di Michael Mann (1992)
- Bête de scène, regia di Bernard Nissille (1994)
- Lucie Aubrac, regia di Claude Berri (1997)
- Au plus près du paradis, regia di Tonie Marshall (2002)
- Il tempo dei lupi (Le Temps du loup), regia di Michael Haneke (2003)

## Premio Europa per il Teatro
Nel 2008 ricevette il XII Premio Europa per il Teatro con la seguente motivazione:
Artista per istinto e vocazione, Patrice Chéreau è uno di quei rari esempi di persone in grado di riuscire in tutte le arti espressive (...) Attore lui stesso, forte di un nucleo di collaboratori creativi essenziali - un grande scenografo come Richard Peduzzi, Jacques Schmidt per i costumi, André Diot alle luci -, portato verso un naturalismo corretto dallo studio di Brecht, scopre e rimette in repertorio testi poco noti aiutato anche dal suo multilinguismo, e rilancia Marivaux con una impressionante lettura critica che scopre sotto le acclamate vesti salottiere un fustigatore dei costumi che guarda al di là del suo tempo (...) Intanto Chéreau alterna la prosa alla lirica provocando uno scandalo con la rilettura del Ring wagneriano a Bayreuth (...) Il diapason della prosa viene però raggiunto con i lunghi anni di permanenza al Théâtre des Amandiers di Nanterre, dove lancia un modello espressivo, scoprendo e tenendo a battesimo un grande autore del nostro tempo come Bernard Marie Koltès, di cui mette in scena le opere maggiori dal "Combat de nègre et de chiens" alla "Solitude des champs de coton", in alternanza con gli Shakespeare, il Peer Gynt, Heiner Müller, la storica ripresa di "Les paravents" di Genet, tutto un repertorio che poi lascerà a favore del cinema in cui sente più pulsante la verità di vita che gli preme.
In quell'occasione interpretò, al Teatro Vassiliko di Salonicco, "La douleur" di Marguerite Duras con Dominique Blanc, e "Coma" di Pierre Guyotat, con la regia di Thierry Thieû Niang, una creazione apposita per il Premio Europa per il Teatro.

## Opere letterarie
- Patrice Chéreau, J'y arriverai un jour, collana «Le Temps du théâtre», con Georges Banu e Clément Hervieu-Léger in collaborazione con Alessandro Martinez, Arles, XII Premio Europa per il Teatro, Actes Sud, 2009, ISBN 978-2-7427-8403-5.